# Return to the Black Hole
Return to the Black Hole är det andra livealbumet av det amerikanska punkrockbandet Adolescents, släppt den 23 september 1997. Uppsättningen på albumet är samma som spelade på bandets debutalbum Adolescents, också känt som The Blue Album, sångaren Anthony Brandenburg (som på det här albumet använde artistnamnet Tony Adolescent), basisten Steve Soto, trummisen Casey Royer, och gitarrist bröderna Rikk och Frank Agnew. Return to the Black Hole spelades in i december 1989, och bandet upplöstes kort därefter. När albumet släpptes 1997 var gruppen fortfarande inaktiv, fram till 2001.
Allmusic-kritikern Jack Rabid gav albumet 3 av 5 i betyg, och skrev att bandet spelade bättre än vad de hade gjort under sin första period.

## Låtlista
1. "No Way" (Rikk Agnew) - 3:29
2. "Who Is Who" (Tony Adolescent, Steve Soto, Frank Agnew) - 1:28
3. "Word Attack" (Adolescent, R. Agnew) - 1:11
4. "Self Destruct" (Adolescent, Soto) - 0:42
5. "L.A. Girl" (Adolescent, F. Agnew) - 2:02
6. "Brats in Battalions" (Adolescent, R. Agnew) - 2:29
7. "Welcome to Reality" (Adolescent, Soto, F. Agnew) - 2:10
8. "Wrecking Crew" (Adolescent, Soto) - 2:23
9. "Do the Eddy" (Adolescent, F. Agnew) - 1:03
10. "I Love You" (Adolescent, R. Agnew) - 4:13
11. "Losing Battle" (Adolescent, Soto, F. Agnew) - 2:32
12. "Creatures" (R. Agnew) - 3:10
13. "All Day and All of the Night" (Ray Davies) - 2:42
14. "Rip It Up" (Adolescent, R. Agnew) - 2:31
15. "Amoeba" (R. Agnew, Casey Royer) - 3:12
16. "Kids of the Black Hole" (R. Agnew) - 5:45
17. "I Got a Right" (Iggy Pop, James Williamson) - 4:18

## Musiker
- Tony Montana - sång
- Rikk Agnew - gitarr
- Frank Agnew - gitarr
- Steve Soto - bas
- Casey Royer - trummor